# Armadillidium hydrense
Armadillidium hydrense är en kräftdjursart som beskrevs av Hans Strouhal 1937. Armadillidium hydrense ingår i släktet Armadillidium och familjen klotgråsuggor. Inga underarter finns listade i Catalogue of Life.